# Ньёверкерке, Альфред Эмилиан
Граф Альфред Эмилиан Ньёверкерке (фр. Alfred Émilien O'Hara van Nieuwerkerke; 16 апреля 1811, Париж — 16 января 1892) — французский скульптор и государственный деятель Второй империи.

## Биография
Его отец Карл (1785—1864), предки которого были родом из Голландии, служил офицером кавалерии во французской армии. Его мать, уроженка Вассана, Луиза Альбертина де Суассон (?—1854) считалась внебрачной внучкой герцога Орлеанского. В 1825—1829 годах он посещал Коллеж Станислава в Париже, затем поступил в кавалерийскую школу в Сомюре, которую оставил в связи с событиями Июльской революции 1830 года. В 1832 году женился на Марии Текла де Монтессю, дочери графа Густава-Огюста де Монтессю, занимавшего должность мэра Жюви-сюр-Оржа. Этот брак был недолгим и бездетным.
Сначала занимался искусством как дилетант. В 1834 году совершил поездку в Италию, где посетил множество музеев. Он посещал занятия по скульптуре Прадье и барона Карло Марокетти. Одной из его первых работ была конная статуя герцога Кларенса в битве 1838 года. В 1842 году он поселился в Париже, стал выставляться в Парижском салоне. В 1843 году исполненная им бронзовая статуя Вильгельма Молчаливого (в Гааге) доставила ему известность талантливого скульптора.
В 1849 году он был назначен главным директором национальных музеев Франции и до 1863 года занимался преобразованиями в Парижской школе изящных искусств. Общественная деятельность Ньёверкерке прекратилась с падением Второй французской империи. Больной и боящийся ареста, он сел на поезд в Булонь-сюр-Мер, пытаясь бежать в Англию. Однако он был найден без сознания в купе поезда. В том же поезде оказалась княгиня Мария Кантакузен (1821—1891), с которой он познакомился ещё в 1862 году в доме принцессы Матильды. Оправившись от болезни, Ньёверкерке с дочерью Кантакузен Ольгой перебрался в Лондон. Здесь он продал более 800 предметов искусства своей коллекции музею Южного Кенсингтона. Затем в апреле 1871 года он продал свой парижский особняк американскому коллекционеру Уильяму Генри Риггсу за 188 500 франков, а в июле оставшуюся часть своей коллекции старинных предметов переправил в Лондон, где продал её за 600 000 франков сэру Ричарду Уоллесу.
На вырученные от продаж деньги в мае 1872 года он приобрел в Италии «виллу Бурламакки» (villa Burlamacchi) XVI века. Там он прожил последние 20 лет своей жизни со своими друзьями, матерью и дочерью Кантакузен. Здесь он даже собрал небольшую коллекцию итальянских произведений эпохи Возрождения (хотя ему быстро пришлось перепродать свои приобретения). Умер 16 января 1892 года и был похоронен на кладбище в Лукке, где, по просьбе Ольги Альтьери (Кантакузен), надгробная часовня была украшена его бюстом скульптором Барре.

## Творчество
Кроме бронзовой статуи Вильгельма Молчаливого достойны внимания ещё следующие произведения Ньёверкерке:
- статуя философа Декарта (в Гааге и Туре),
- «Въезд Изабеллы Католической в Гранаду»,
- статуя Наполеона I (в Лионе).